# Mulawicze
Mulawicze – wieś w Polsce położona w województwie podlaskim, w powiecie bielskim, w gminie Wyszki.

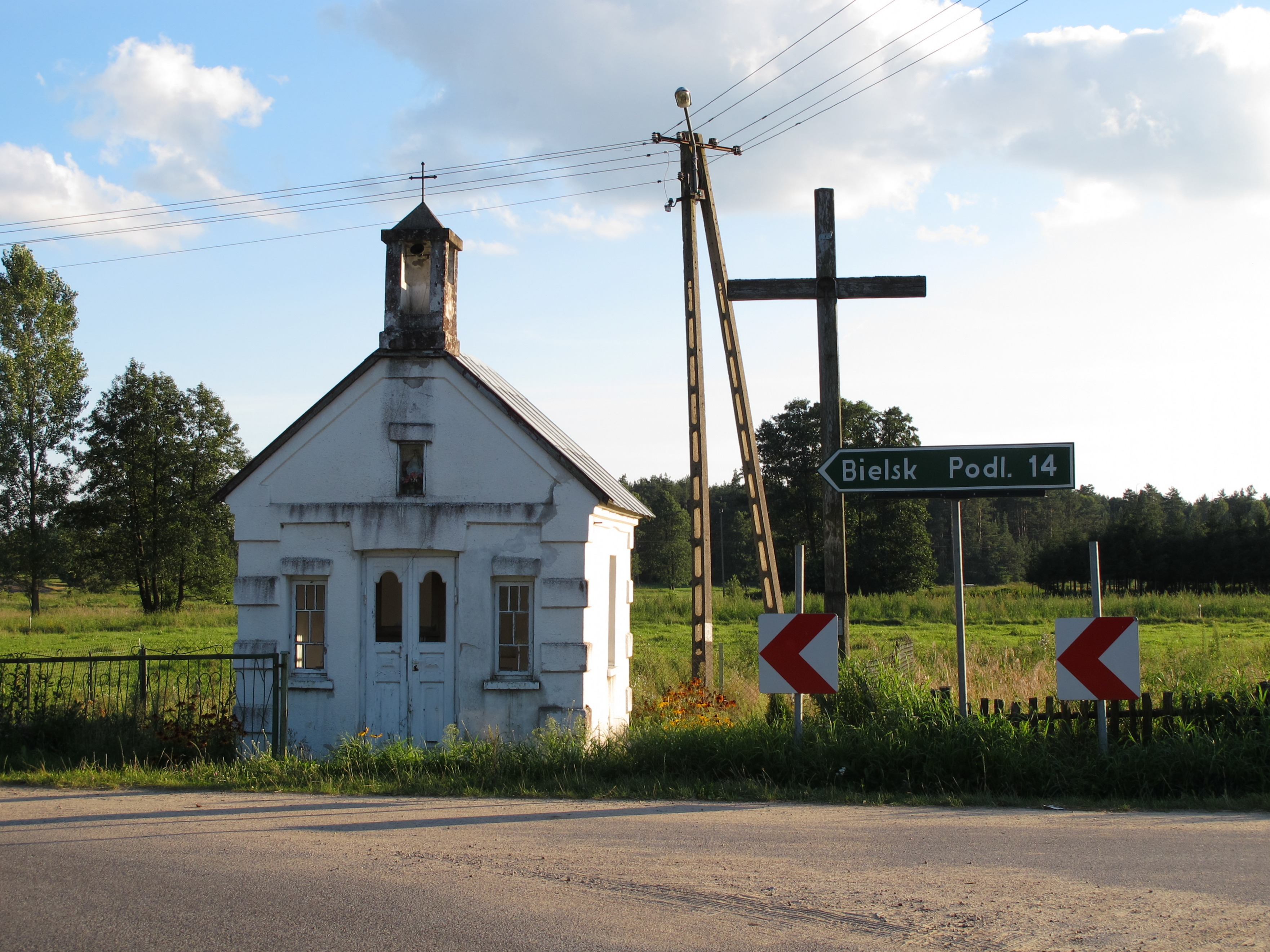
Kapliczka we wsi

Według Powszechnego Spisu Ludności z 1921 roku wieś zamieszkiwało 301 osób, wśród których 297 było wyznania rzymskokatolickiego, a 4 mojżeszowego. Jednocześnie 297 mieszkańców zadeklarowało polską przynależność narodową, a 4 żydowską. Było tu 52 budynki mieszkalne.
W latach 1954–1961 wieś należała i była siedzibą władz gromady Mulawicze, po jej zniesieniu w gromadzie Strabla.
Wierni kościoła rzymskokatolickiego należą do parafii Wniebowstąpienia Pańskiego w Strabli.